# عملیات پرم (۱۹-۱۹۱۸)
عملیات پرم یک عملیات نظامی در دوران جنگ داخلی روسیه بود.

## پیشینه
در پایان سال ۱۹۱۸ میلادی وضعیت در جبهه شرقی جنگ داخلی روسیه آنچنان مشخص نبود. نیروهای جنبش سفید تلاش می‌کردند تا در این بخش از روسیه به صورت هماهنگ در دو راستا پیشروی نمایند. نخست در راستا شمال غربی برای پیوستن به جبهه شمالی و دیگر در مسیر جنوب غربی برای پیوستن به جبهه جنوبی جنگ داخلی روسیه که نیروهای آنتون دنیکین و پیتر ورانگل در آن حضور داشتند. بلشویک‌ها که نگرانی پایه‌ایشان پیوستن نیروهای سفید در جنوب بود بخش اصلی نیروهای خود را در این بخش متمرکز نموده بودند.

## آفند ارتش سیبری
در ۲۹ نوامبر سپاه نخست سیبری میانه از ارتش سیبری به فرماندهی آناتولی پپلیاووف پیشروی خود به سمت شمال غربی را آغاز نمود. ارتش سیبری در ۲۱ دسامبر کونگور و در ۲۴ دسامبر پرم را تصرف نمود. تلفات ارتش سرخ در این مدت ۱۸ هزار نفر بود و سفیدها هم تلفات سنگینی را متحمل شدند. بالاخره به فرمان الکساندر کولچاک که فرماندهی عالی ارتش سفید را به عهده داشت ارتش سیبری پیشروی خود را در ۴ ژانویه ۱۹۱۹ میلادی متوقف نموده و آماده دفاع شد.

## ضدحمله ارتش سرخ
در ۱۹ ژانویه ارتش سرخ ضدحمله خود برای باز پس گیری کونگور و پرم را آغاز نمود که دستاورد آن تا ۲۸ ژانویه تنها پیشروی ۲۰ تا ۴۰ کیلومتری ارتش دوم جبهه شرقی ارتش سرخ و پیشروی ۱۰ تا ۲۰ کیلومتری ارتش سوم جبهه شرقی ارتش سرخ بود و اهداف اصلی ضدحمله محقق نشدند.